# 常盤橋 (日本橋川)
常盤橋（ときわばし）は、東京都千代田区大手町と中央区日本橋本石町との間の日本橋川にかかる橋。
「ときわばし」という名の橋は2つあり、上流側にある歩行者専用の石橋の常磐橋と、下流側にある関東大震災後の復興計画で建設された道路橋の常盤橋が存在する。この2つの橋は共に2連アーチの構造を持ち70メートルほど離れて架けられている。区別するため、歩行者用の石橋の「磐」の字は「般」の下に「石」が用いられ、また旧常磐橋と表記されることもある。

## 歴史
太田道灌と親交が厚かった正宗龍統が記した『江戸城静勝軒詩序并江亭記等写』に登場する河口に架かる高橋を当時の平川（現在の神田川・日本橋川）の河口付近にあったと推定されている常盤橋に当てる説（菊池山哉説ほか）があるが、賛否両論がある。その一方、1568年（永禄11年）に北条氏政が下総国の高城胤辰を江戸城防衛のために駐屯させた「江城大橋宿」は大橋（常盤橋）そばにあった宿場町であったとする説もある。徳川家康による江戸の再整備後に日本橋が誕生して江戸の交通が南北を軸にする以前は、江戸城及び大橋（常盤橋）を中心とした東西の軸によって陸路が形成されていたと考えられている（江戸城の西の道は鎌倉や府中に、大橋を通る東の道は浅草を経由して奥州や房総に連絡していたと考えられている）。
元は「大橋」と称され、江戸城の大手門から浅草に直接向かう本町通りに架けられていた。また、浅草に通じていることから「浅草口橋」とも呼ばれた。ただし、大橋が架かる日本橋川は徳川家康の関東移封後に開削されたとも考えられており、その場合は常盤橋もそれ以前には存在しないことになる。この場合、当時の平川は日比谷入江に注いでおり、そこに架かっていた現在の江戸城大手門の橋（大手橋）は三ノ丸が内城に取り込まれるまでは大橋と呼称されていた（『別本慶長江戸図』『慶長江戸絵図』、それまでは現在の二ノ丸下乗門を大手門としていた）。『東京市史稿』では高橋は大橋=大手門として、当時の江戸市街の中心がそこにあったとしている。
1629年（寛永6年）、本町通りが日本橋川を渡る位置に常盤橋門が設置され、この頃に「常盤橋」の名称が登場したと考えられている。「常盤」の由来については、『金葉和歌集』（巻1）の「色かへぬ松によそへて東路の常盤のはしにかかる藤浪」に由来する説や、「徳川氏＝松平氏」と松が持つ常盤（常緑）を掛けて同氏の繁栄が続く事を願ったとする説がある。江戸の交通の中心は日本橋にその地位を譲ったものの、常盤橋から浅草方面の途中には「伝馬町」「馬喰町」など（運送業者に由来する町名）が引き続き栄えていた。
明治になって、この木造橋は石造のアーチ橋に架け替えられたものの、手狭であったことから、関東大震災後の復興計画で幅広の常盤橋が少し離れたところに建設されて、旧橋は「常磐橋」と呼ばれるようになった。常盤橋門は明治初期に解体され石垣のみが残る。門の周囲は常盤橋公園となっており、石垣保存に功績のあった渋沢栄一の銅像が建っている。2007年（平成19年）3月28日に常磐橋・常盤橋はともに千代田区景観まちづくり重要物件に指定された。2020年（令和2年）に土木学会選奨土木遺産に選ばれる。
旧橋は東京都内で現存する最古の石橋となっている。経年と東北地方太平洋沖地震（東日本大震災）の影響による損傷で2011年（平成23年）より通行禁止となっていたが、2013年（平成25年）より約7年かけて修復工事が行われ、周辺整備を経て2021年（令和3年）5月10日から通行を再開した。周辺地域では「常盤橋街区」として超高層ビル建設など大規模な再開発計画が進み、千代田区では「古き良き都心の象徴として整備していく」としている。

### 常盤橋御門・常磐橋の歴史
- 1606年（慶長11年） - 江戸城外郭工事が始まる。
- 1629年（寛永6年） - 出羽・奥羽の大名により外郭諸門（日比谷・数寄屋・鍜冶橋・呉服橋・常盤橋・神田橋・雉子橋）が築かれる。
- 1657年（明暦3年） - 大火、常盤橋門・常磐橋が修復される。
- 1703年（元禄16年） - 地震、常盤橋門・常磐橋が修復される。
- 1806年（文化3年） - 火災、常盤橋門・常磐橋が修復される。
- 1849年（嘉永2年） - 大地震、常盤橋門・常磐橋が修復される。
- 1855年（安政2年） - 大地震、常盤橋門・常磐橋が修復される。
- 1873年（明治6年） - 常盤橋門渡櫓（わたりやぐら）・冠木門（かぶきもん）などが撤去され、桝形石垣は残る。
- 1877年（明治10年） - 桝形石垣の多くは取り壊され、小石川橋門の石垣の一部を使って石橋「常磐橋」が造られる。
- 1917年（大正6年） - 戸川残花（とがわざんか）翁が市役所に常盤橋見附の保存を懇願。
- 1923年（大正12年） - 関東大震災後の大正15年に新たに常盤橋と新たな道路が建設され、道路によって桝形石垣の一部が切り取られる。
- 1925年（大正14年） - 常盤橋の保存を内務省及び復興局に陳情、史跡保存物として仮指定を申請。
- 1928年（昭和3年） - 国史跡「常盤橋門跡」に指定。
- 1933年（昭和8年） - 在団法人渋沢青淵（しぶさわせいえん）翁記念会による復興整備で、常盤橋公園が開園する。
- 1934年（昭和9年） - 常磐橋の補修工事が行われる。
- 1965年（昭和40年） - 常盤橋公園が千代田区へ移管される。
- 1969年（昭和44年） - 高速道路建設によって常盤橋門石垣が解体修理される。
- 1986年（昭和61年） - 千代田区により常盤橋門石垣が解体修復される。
- 2011年（平成23年） - 東日本大震災の影響で常磐橋の一部の石がずれ、2年後より修復工事を開始する[7]。
- 2021年（令和3年）5月10日 - 常磐橋の修復工事が終了し再開通された[6]。

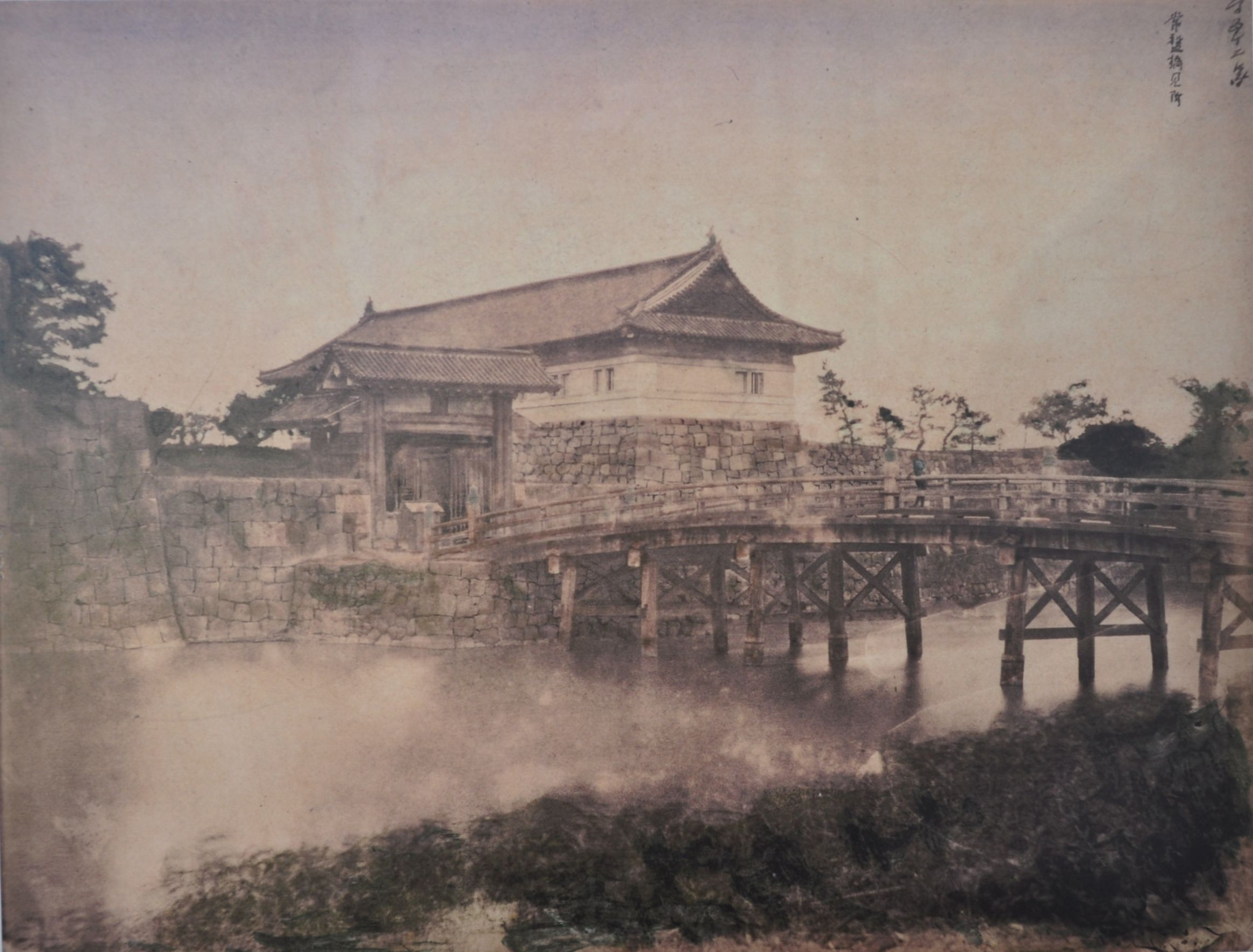
1871年（明治4年）の常磐橋
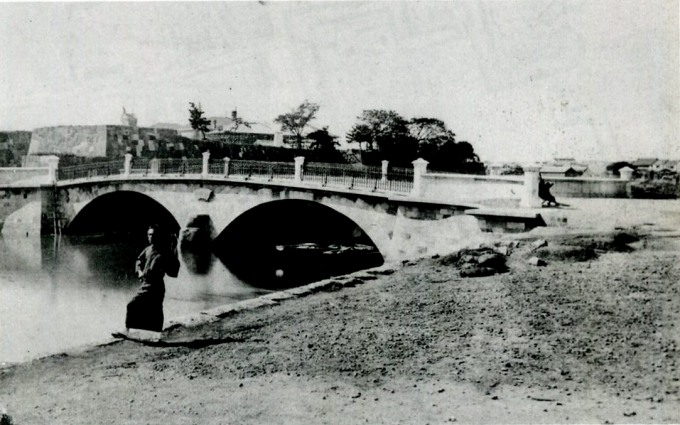
1880年(明治13年)頃の常磐橋
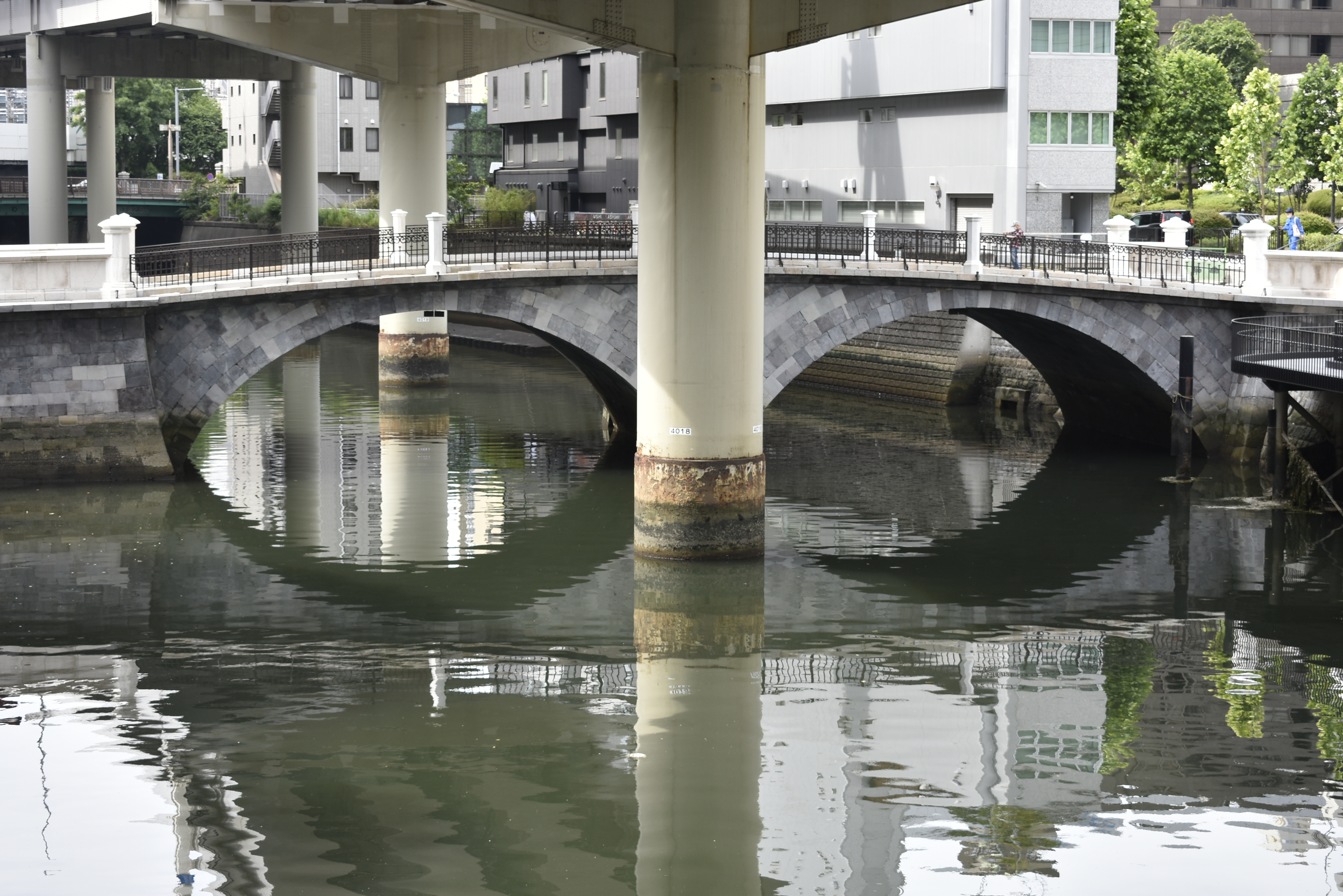
現在の常磐橋（2021年）
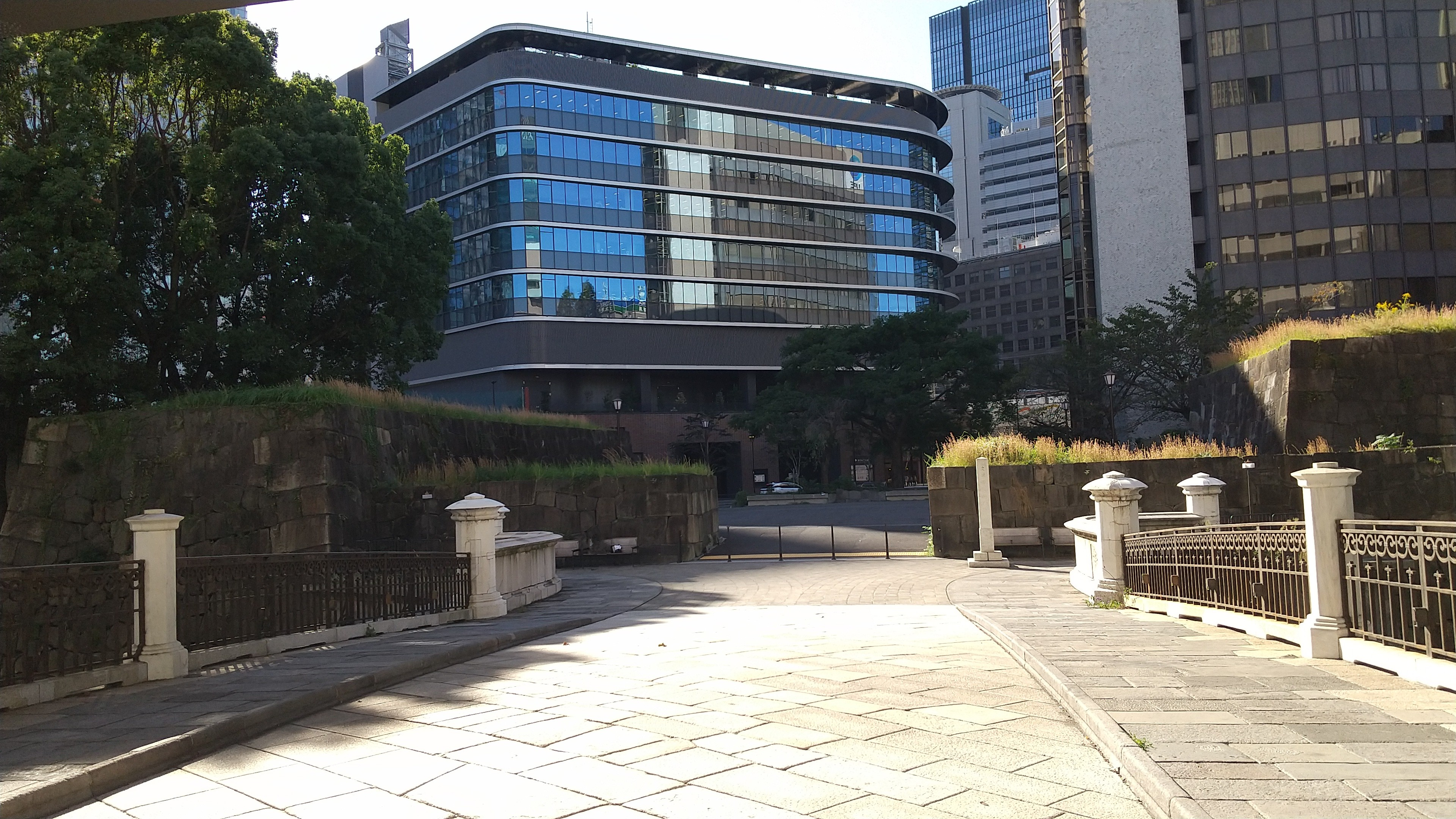
常磐橋から見た常盤橋門跡（2024年）

## 隣の橋
- 日本橋川

（上流） - 新常盤橋 - 常磐橋 - 常盤橋 - 一石橋 - （下流）